# Pteris swartziana
Pteris swartziana är en kantbräkenväxtart som beskrevs av Louis Agassiz. Pteris swartziana ingår i släktet Pteris och familjen Pteridaceae. Inga underarter finns listade.